# Mistrzostwa Czech w Lekkoatletyce 2020
51. Mistrzostwa Czech w Lekkoatletyce – zawody lekkoatletyczne, które odbyły się 8 i 9 sierpnia 2020 na stadionie klubu AK Škoda Pilzno w Pilźnie. Wskutek pandemii COVID-19 nie rozegrano mistrzostw w maratonie oraz w chodzie na 50 kilometrów mężczyzn (zamiast tych ostatnich odbyły się mistrzostwa w chodzie na 50 000 metrów na bieżni).

## Rezultaty

### Mężczyźni
| Konkurencja:                  | Złoto                                                                      | Wynik     | Srebro                                                                   | Wynik     | Brąz                                                            | Wynik     |
| Bieg na 100 m                 | Jan Veleba                                                                 | 10,28     | Dominik Záleský                                                          | 10,35     | David Kolář                                                     | 10,48     |
| Bieg na 200 m                 | Jiří Polák                                                                 | 20,63     | Jan Veleba                                                               | 21,02     | Dominik Záleský                                                 | 21,08     |
| Bieg na 400 m                 | Matěj Krsek                                                                | 46,25     | Michal Desenský                                                          | 46,61     | Jakub Veselý                                                    | 46,82     |
| Bieg na 800 m                 | Lukáš Hodboď                                                               | 1:47,98   | Tomáš Vystrk                                                             | 1:48,34   | Filip Šnejdr                                                    | 1:48,59   |
| Bieg na 1500 m                | Filip Sasínek                                                              | 3:36,72   | Jan Friš                                                                 | 3:39,05   | Viktor Šinágl                                                   | 3:40,68   |
| Bieg na 5000 m                | Viktor Šinágl                                                              | 14:31,37  | Dominik Sádlo                                                            | 14:45,47  | Vladimír Marčík                                                 | 14:49,83  |
| Bieg na 10 000 m              | Vít Pavlišta                                                               | 30:14,01  | Martin Zajíc                                                             | 30:46,73  | Vladimír Marčík                                                 | 30:59,55  |
| Bieg uliczny na 10 km         | Jakub Zemaník                                                              | 30:18     | Vít Pavlišta                                                             | 30:25     | Viktor Šinágl                                                   | 30:33     |
| Bieg przełajowy (krótki)      | Tomáš Jaša                                                                 | 12:36     | Daniel Kotyza                                                            | 12:39     | Ondřej Chour                                                    | 12:42     |
| Bieg przełajowy (długi)       | Jiří Homoláč                                                               | 31:55     | Jáchym Kovář                                                             | 32:13     | Vladimír Marčík                                                 | 32:28     |
| Bieg górski                   | Marek Chrascina                                                            | 40:45     | Jan Janů                                                                 | 42:54     | David Pelíšek                                                   | 43:53     |
| Półmaraton                    | Vít Pavlišta                                                               | 1:05:56   | Dominik Sádlo                                                            | 1:06:49   | Vladimír Marčík                                                 | 1:06:52   |
| Bieg na 110 m przez płotki    | Jan Kisiala                                                                | 14,33     | Jiří Sýkora                                                              | 14,33     | David Ryba                                                      | 14,40     |
| Bieg na 400 m przez płotki    | Vít Müller                                                                 | 49,93     | Michal Brož                                                              | 50,69     | Martin Tuček                                                    | 51,01     |
| Bieg na 3000 m z przeszkodami | Damián Vích                                                                | 8:48,47   | David Foller                                                             | 8:52,07   | Jáchym Kovář                                                    | 8:55,28   |
| Sztafeta 4 × 100 m            | Slovan Liberec David Kolář Jan Král Jan Trafina Jakub Trafina              | 40,65     | Slavia Praha Adam Grabmüller Michal Tlustý Vojtěch Svoboda Jan Valášek   | 40,82     | Olymp Praha Jiří Pechar Štěpán Hampl Stanislav Jíra Jan Kisiala | 40,90     |
| Sztafeta 4 × 400 m            | VSK Univerzita Brno Martin Juránek Tomáš Vystrk Tadeáš Plaček Martin Tuček | 3:12,33   | Slavia Praha Martin Růžička Vladislav Sadirov Josef Drahota Filip Šnejdr | 3:12,95   | TEPO Kladno Matěj Krsek Jan Hřích Jan Ullman Daniel Lehar       | 3:13,89   |
| Chód na 20 km                 | Lukáš Gdula                                                                | 1:27:07   | Vít Hlaváč                                                               | 1:28:21   | Martin Nedvídek                                                 | 1:33:33   |
| Chód na 50 000 m              | Vít Hlaváč                                                                 | 3:56:28,4 | Lukáš Gdula                                                              | 3:57:21,3 | Martin Nedvídek                                                 | 4:37:31,5 |
| Skok wzwyż                    | Marek Bahník                                                               | 2,14      | Jan Štefela                                                              | 2,10      | Matěj Klukan Ondřej Vodák                                       | 2,06      |
| Skok o tyczce                 | Jan Kudlička                                                               | 5,51      | Dan Bárta                                                                | 5,41      | Matěj Ščerba                                                    | 5,41      |
| Skok w dal                    | Radek Juška                                                                | 8,10      | Jakub Bystroň                                                            | 7,74      | Adam Pekárek                                                    | 7,55      |
| Trójskok                      | Jiří Vondráček                                                             | 16,34     | Zdeněk Kubát                                                             | 16,24     | Ondřej Vodák                                                    | 15,93     |
| Pchnięcie kulą                | Martin Novák                                                               | 18,27     | Ladislav Prášil                                                          | 17,19     | Marek Bárta                                                     | 17,17     |
| Rzut dyskiem                  | Marek Bárta                                                                | 61,01     | Tomáš Voňavka                                                            | 58,30     | Jakub Forejt                                                    | 54,28     |
| Rzut młotem                   | Patrik Hájek                                                               | 71,19     | Miroslav Pavlíček                                                        | 66,53     | Petr Koucký                                                     | 64,57     |
| Rzut oszczepem                | Petr Frydrych                                                              | 79,38     | Jaroslav Jílek                                                           | 77,98     | Vítězslav Veselý                                                | 76,24     |
| Dziesięciobój                 | Radoš Rykl                                                                 | 7130      | Vilém Stráský                                                            | 6871      | Petr Urbánek                                                    | 6711      |

### Kobiety
| Konkurencja:                  | Złoto                                                                              | Wynik    | Srebro                                                                             | Wynik    | Brąz                                                                            | Wynik    |
| Bieg na 100 m                 | Marcela Pírková                                                                    | 11,61    | Eva Kubíčková                                                                      | 11,62    | Jana Slaninová                                                                  | 11,72    |
| Bieg na 200 m                 | Martina Hofmanová                                                                  | 23,43    | Nikola Bendová                                                                     | 23,50    | Marcela Pírková                                                                 | 23,71    |
| Bieg na 400 m                 | Barbora Malíková                                                                   | 51,65    | Lada Vondrová                                                                      | 51,90    | Martina Hofmanová                                                               | 53,29    |
| Bieg na 800 m                 | Vendula Hluchá                                                                     | 2:09,75  | Diana Mezuliáníková                                                                | 2:10,09  | Adéla Sádlová                                                                   | 2:10,59  |
| Bieg na 1500 m                | Simona Vrzalová                                                                    | 4:17,41  | Moira Stewartová                                                                   | 4:25,06  | Pavla Štoudková                                                                 | 4:25,82  |
| Bieg na 5000 m                | Simona Vrzalová                                                                    | 16:08,63 | Moira Stewartová                                                                   | 16:27,15 | Lucie Maršánová                                                                 | 17:07,69 |
| Bieg na 10 000 m              | Moira Stewartová                                                                   | 34:20,75 | Marcela Joglová                                                                    | 34:22,05 | Julia-Anna Lily Bell                                                            | 36:36,25 |
| Bieg uliczny na 10 km         | Moira Stewartová                                                                   | 33:49    | Vendula Frintová                                                                   | 35:18    | Eva Vrabcová                                                                    | 35:52    |
| Bieg przełajowy               | Tereza Hrochová                                                                    | 29:25    | Simona Vrzalová                                                                    | 29:45    | Pavla Schorná                                                                   | 29:47    |
| Bieg górski                   | Tereza Hrochová                                                                    | 50:18    | Pavla Schorná                                                                      | 50:37    | Lucie Maršánová                                                                 | 50:44    |
| Półmaraton                    | Marcela Joglová                                                                    | 1:13:46  | Vendula Frintová                                                                   | 1:14:08  | Tereza Hrochová                                                                 | 1:15:59  |
| Bieg na 100 m przez płotki    | Kateřina Cachová                                                                   | 13,23    | Lucie Čuda                                                                         | 13,32    | Markéta Štolová                                                                 | 13,52    |
| Bieg na 400 m przez płotki    | Zuzana Hejnová                                                                     | 55,70    | Nikoleta Jíchová                                                                   | 57,76    | Kristýna Korelová                                                               | 58,72    |
| Bieg na 3000 m z przeszkodami | Tereza Novotná                                                                     | 10:12,94 | Tereza Hrochová                                                                    | 10:14,09 | Bára Stýblová                                                                   | 10:44,76 |
| Sztafeta 4 × 100 m            | USK Praha Kristýna Kobiánová Marcela Pírková Martina Hofmanová Lucie Domská        | 46,01    | USK Praha B Michaela Kučerová Kateřina Dvořáková Věra Holubářová Barbora Dvořáková | 46,40    | AK ŠKODA Plzeň Kristýna Adlerová Linda Hettlerová Denisa Majerová Linda Suchá   | 46,44    |
| Sztafeta 4 × 400 m            | AK ŠKODA Plzeň Linda Hettlerová Anna Suráková Veronika Meczlová Tereza Petržilková | 3:44,21  | Slavia Praha Zuzana Cymbálová Jana Matějková Markéta Veverková Anna Šimková        | 3:46,58  | USK Praha Lucie Pertlíková Veronika Petrásková Kateřina Chrpová Věra Holubářová | 3:48,56  |
| Chód na 20 km                 | Tereza Ďurdiaková                                                                  | 1:33:54  | Anežka Drahotová                                                                   | 1:33:59  | Eliška Martínková                                                               | 1:42:39  |
| Skok wzwyż                    | Bára Sajdoková                                                                     | 1,90     | Michaela Hrubá                                                                     | 1,86     | Alena Panovská                                                                  | 1,77     |
| Skok o tyczce                 | Romana Maláčová Amálie Švábíková                                                   | 4,46     | –                                                                                  | –        | Zuzana Pražáková Tereza Schejbalová                                             | 4,06     |
| Skok w dal                    | Linda Suchá                                                                        | 6,45     | Jana Novotná                                                                       | 6,37     | Michaela Kučerová                                                               | 6,30     |
| Trójskok                      | Linda Suchá                                                                        | 13,35    | Emma Maštalířová                                                                   | 13,26    | Petra Harasimová                                                                | 12,70    |
| Pchnięcie kulą                | Markéta Červenková                                                                 | 18,08    | Katrin Brzyszkowská                                                                | 14,77    | Lenka Valešová                                                                  | 14,28    |
| Rzut dyskiem                  | Eliška Staňková                                                                    | 56,34    | Lenka Matoušková                                                                   | 48,36    | Barbora Tichá                                                                   | 48,31    |
| Rzut młotem                   | Lenka Valešová                                                                     | 65,50    | Tereza Králová                                                                     | 62,91    | Adéla Korečková                                                                 | 61,70    |
| Rzut oszczepem                | Nikola Ogrodníková                                                                 | 61,41    | Barbora Špotáková                                                                  | 59,94    | Martina Píšová                                                                  | 56,96    |
| Siedmiobój                    | Jana Novotná                                                                       | 5878     | Kateřina Dvořáková                                                                 | 5637     | Barbora Zatloukalová                                                            | 5527     |